# Брітт Робертсон
Бріттані Ліанна «Брітт» Робертсон (англ. Brittany Leanna "Britt" Robertson, нар. 18 квітня 1990) — американська акторка. Найбільш відома завдяки ролям Кессі Блейк у серіалі «Таємне коло» та Лакс Кессіді у серіалі «Життя непередбачуване».

## Раннє життя
Робертсон народилася у місті Шарлотт, Північна Кароліна (США). Після переїзду зростала у місті Грінвілл (Південна Кароліна), де вперше вийшла на сцену. Вона найстарша із семи дітей, має трьох братів і трьох сестер. Освіту отримала від матері, навчаючись вдома.

## Кар'єра
Робертсон вперше з'явилася перед публікою, виконуючи різноманітні ролі на сцені театру «Greenville Little Theater» у рідному місті. В 12 Робертсон почала здійснювати довготривалі поїздки до Лос-Анджелеса, на прослуховування щодо ролей у телевізійних шоу. Їй вдалося отримати місце у пілотному епізоді одного із них, але він так ніколи і не вийшов в ефір. Перший успіх прийшов, коли Брітт обрали зіграти Мішель Сівер у Growing Pains: Return of the Seavers. Її найбільшою роллю досі залишається Сара Барнс у фільмі 2007 року Dan In Real Life. Робертсон з'явилася у CSI: Місце злочину в епізоді 168 «Go to Hell», а також зіграла епізодичного персонажа у телесеріалі CBS Swingtown.
У 2008, зіграла головну роль у Lifetime Original Movie, Trixie Stone, у фільмі знятому за книгою Джоді Піколт Десяте коло.
У 2009, зіграла маленьку роль у «Проект Елісон Стоунер». Також з'явилася у «Закон і порядок: Спеціальний корпус» в епізоді «Babes» як Tina Bernardi. У 2010, зіграла Лакс Кессіді, підлітка, що повертається у життя розведених батьків, в серіалі «Життя непередбачуване». Восени 2010, знімається в ролі Еллі Пеннінгтон у «Школа Авалон», за книгою Мег Кебот з тією ж назвою.
Робертсон знімалася у ролі Кессі Блейк у серіалі 2011 року «Таємне коло» доки він не був скасований у 2012 році після першого сезону.
У 2013, Робертсон пройшла кастинг на роль Angie в серіалі «Під куполом» а ще зіграла головну роль в молодіжній мелодрамі «Перший раз».

## Фільмографія
| Рік       |    | Українська назва                     | Оригінальна назва                    | Роль                            |
| --------- | -- | ------------------------------------ | ------------------------------------ | ------------------------------- |
| 2000      | с  | Шина                                 | Sheena                               | маленька Шина                   |
| 2001      | с  | Могутні Рейнджери: Патруль часу      | Power Rangers Time Force             | Таммі                           |
| 2003      | в  | Один з них                           | One of Them                          | Молода Елізабет                 |
| 2003      | ф  | Клуб «Привид»                        | The Ghost Club                       | Керрі                           |
| 2004      | ф  | Минуле літо                          | The Last Summer                      | Бет                             |
| 2004      | тф | Заплутана в синьому морі             | Tangled Up in Blue                   | Тула                            |
| 2004      | тф | Зростаюча біль 2: Повернення Сіверів | Growing Pains: Return of the Seavers | Мішель Сівер                    |
| 2005—2006 | с  | Фредді                               | Freddie                              | Менді                           |
| 2006      | ф  | Не поступитися Штейнам               | Keeping Up with the Steins           | Ешлі Грюнвальд                  |
| 2006      | тф | Жінки певного віку                   | Women of a Certain Age               | Доріа                           |
| 2006      | тф | Джессі Стоун: Нічний візит           | Jesse Stone: Night Passage           | Мішель Дженест                  |
| 2007      | с  | Переможець                           | The Winner                           | Вівіка                          |
| 2007      | с  | CSI: Місце злочину                   | CSI: Crime Scene Investigation       | Емі Макаліно                    |
| 2007      | ф  | Френк                                | Frank                                | Анна Йорк                       |
| 2007      | ф  | Закохатися у наречену брата          | Dan in Real Life                     | Кара                            |
| 2008      | ф  | Зсередини                            | From Within                          | Клер                            |
| 2008      | тф | Десятей коло                         | The Tenth Circle                     | Тріксі Стоун                    |
| 2008      | с  | Місто свінгерів                      | Swingtown                            | Саманта Сакстон                 |
| 2008      | с  | Закон і порядок: Спеціальний корпус  | Law & Order: Special Victims Unit    | Крістіна «Тіна» Дівола Бернарді |
| 2009      | с  | Закон і порядок: Злочинний намір     | Law & Order: Criminal Intent         | Кеті Девілдіс                   |
| 2009      | с  | Три ріки                             | Three Rivers                         | Бренда Старк                    |
| 2009      | в  | Проект Елісон Стоунер                | The Alyson Stoner Project            | ДіДжей Бі-Роб                   |
| 2009      | ф  | Мати й дитя                          | Mother and Child                     | Вайлет                          |
| 2010      | ф  | Вишня                                | Cherry                               | Бет                             |
| 2010      | ф  | Сміливі ігри                         | Triple Dog                           | Чапін Райт                      |
| 2010      | тф | Школа Авалон                         | Avalon High                          | Еллі Пеннінгтон                 |
| 2010—2011 | с  | Життя непердбачуване                 | Life Unexpected                      | Люкс Кессіді                    |
| 2011—2012 | с  | Таємне коло                          | The Secret Circle                    | Кессі Блейк                     |
| 2011      | ф  | Крик 4                               | Scream 4                             | Марні Купер                     |
| 2011      | ф  | Дівчина з відео                      | Video Girl                           | Дівчина                         |
| 2011      | ф  | Сімейне дерево                       | The Family Tree                      | Келлі Барнетт                   |
| 2012      | ф  | Перший раз                           | The First Time                       | Обрі Міллер                     |
| 2013—2014 | с  | Під куполом                          | Under the Dome                       | Енджі Макалістер                |
| 2013      | ф  | Білий кролик                         | White Rabbit                         | Джулі                           |
| 2013      | ф  | Татусь із доставкою                  | Delivery Man                         | Крістен                         |
| 2014      | ф  | Проси мене про що завгодно           | Ask Me Anything                      | Кеті Кампенфельт                |
| 2014      | ф  | Торт                                 | Cake                                 | Беккі                           |
| 2015      | ф  | Найдовша подорож                     | The Longest Ride                     | Софія Данко                     |
| 2015      | ф  | Земля майбутнього                    | Tomorrowland                         | Кейсі Ньютон                    |
| 2015      | ф  | Кухар                                | Henry Joseph Church                  | Шарлотта                        |
| 2016      | ф  |                                      | Jack Goes Home                       | Клео                            |
| 2016      | с  | Без обов'язків                       | Casual                               | Феллон                          |
| 2016      | ф  | Нестерпні леді                       | Mother's Day                         | Крістін                         |
| 2017      | ф  | Життя і мета собаки                  | A Dog's Purpose                      | мала Ханна                      |
| 2017      | с  | Начальниця                           | Girlboss                             | Софія Марлов                    |
| 2017      | ф  | Космос між нами                      | The Space Between Us                 | Тулса                           |
| 2018—2019 | с  | Для народу                           | For the People                       | Сандра Белл                     |
| 2020      | ф  | Книги крові                          | Books of Blood                       | Дженна                          |
| 2020      | ф  | Вірю в кохання                       | I Still Believe                      | Мелісса Хеннінг                 |
| 2020      | с  | Усюди жевріють пожежі                | Little Fires Everywhere              | Рейчел                          |
| 2021      | с  | Безмежне небо                        | Big Sky                              | Сандра Белл                     |
| 2022—2023 | с  | Новобранець: Федерали                | The Rookie: Feds                     | Лора Стенсен                    |
| 2022—2024 | с  | Новобранець                          | The Rookie                           | Лора Стенсен                    |